# Blackley and Broughton (circonscription britannique)
La circonscription de Blackley and Broughton  est une circonscription située dans le Grand Manchester et représentée à la Chambre des communes du Parlement britannique.